# Phyllopodopsyllus hibernicus
Phyllopodopsyllus hibernicus är en kräftdjursart som först beskrevs av John Septimus Roe.  Phyllopodopsyllus hibernicus ingår i släktet Phyllopodopsyllus och familjen Tetragonicipitidae. Inga underarter finns listade i Catalogue of Life.